# Henrik Hellström
Henrik Karl Anders Hellström, född 11 mars 1974 i Helsingborgs församling i dåvarande Malmöhus län, är en svensk regissör och skådespelare. 

## Biografi
Henrik Hellström växte upp i Falkenberg och har bland annat arbetat med produktioner som The Quiet Roar (2014) med Evabritt Strandberg i huvudrollen.

## Filmografi i urval
- 2005 – Dödssyndaren (roll)
- 2009 – Man tänker sitt (manus, regi och klippning)
- 2009 – Broder Daniel Forever (dokumentär; regi)
- 2014 – The Quiet Roar (regi, idé, manus och klippning)
- 2023 – Känslomänniska (kortfilm; regi, foto och klippning)
- 2024 – Under trottoaren – stranden (manus och regi)

## Teater

### Roller (ej komplett)
| År   | Roll | Produktion                            | Regi           | Teater           |
| ---- | ---- | ------------------------------------- | -------------- | ---------------- |
| 2000 |      | Fågelöversten Hristo Boytchev         | Johan Holmberg | Teater Bhopa     |
| 2006 |      | Ros mellan tänderna Christian Augrell | Malin Stenberg | Bohusläns teater |